# Parque temático Musipán El Reino
El reino de Musipán es un parque temático venezolano, ubicado a unos minutos de la playa El Yaque, en la Isla de Margarita, estado Nueva Esparta. Este parque posee varias atracciones del humorista venezolano Er Conde del Guácharo, o su nombre real Benjamín Rausseo.

## Historia
Fue construido entre 2002 y 2003 e inaugurado en el año 2004. Este parque se caracterizó por exaltar la manera de ser típica de las personas del oriente venezolano de una forma jocosa, fue cerrado en el año 2020 debido a la pandemia del COVID-19. A partir del 2021, está todavía ubicado en hoteles y villas actualmente.
En la actualidad (2024), este parque se encuentra en ruinas. Quedó abandonado y saqueado. 

## Instalaciones y servicios

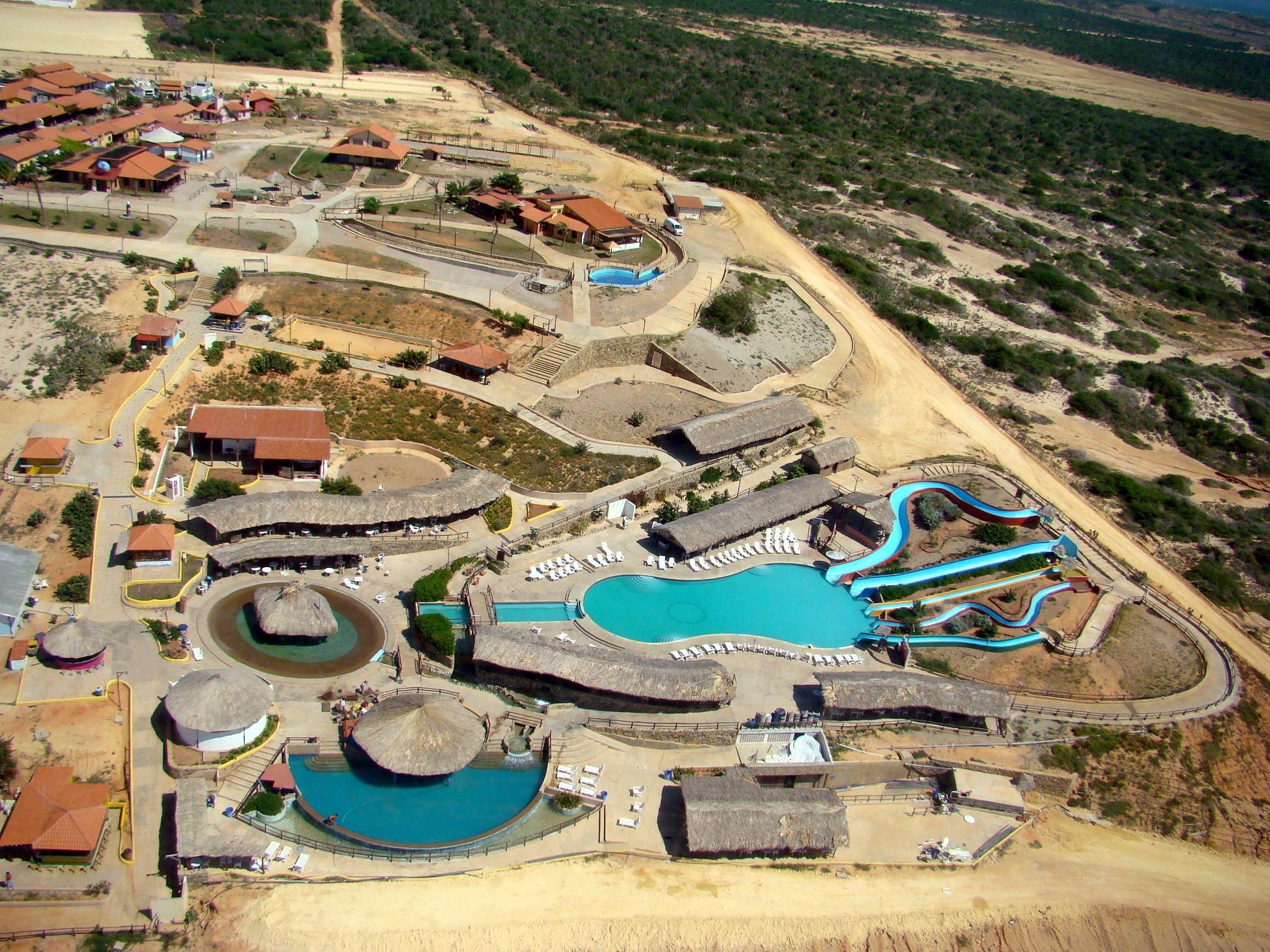
Parque visto desde el aire.

Entre sus principales atracciones se encuentran los espectáculos de actuación, burródromo (carrera de burros), variedad de piscinas y toboganes.
En sus instalaciones se encuentran restaurantes, spa, discoteca, salón de eventos, piscinas, jacuzzi, salón de juegos, club infantil, juvenil y adulto contemporáneo e incluso una pequeña iglesia satírica en la cual se oficiarán las misas dominicales.
Asimismo, el parque cuenta con un hotel llamado "La posada del Reino", que está ubicada cerca del parque y se comunica de forma privada. Posee características de la zona oriental con una infraestructura sofisticada que le brinda una estadía cálida y agradable al visitante. 
De igual manera, también cuenta con un hotel tres estrellas llamado "Musipán Hotel & Shous". Este igualmente se encuentra ubicada al lado del parque y cuenta con piscinas con toboganes, restaurantes y bar dentro de la piscina, y próximamente tendrá un campo de golf y casino